# Marea Resetare

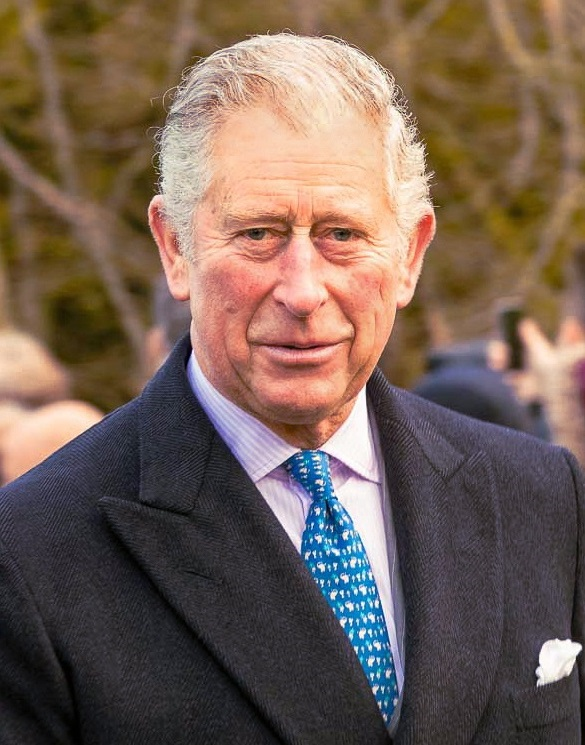
Charles, Prinț de Wales în 2019

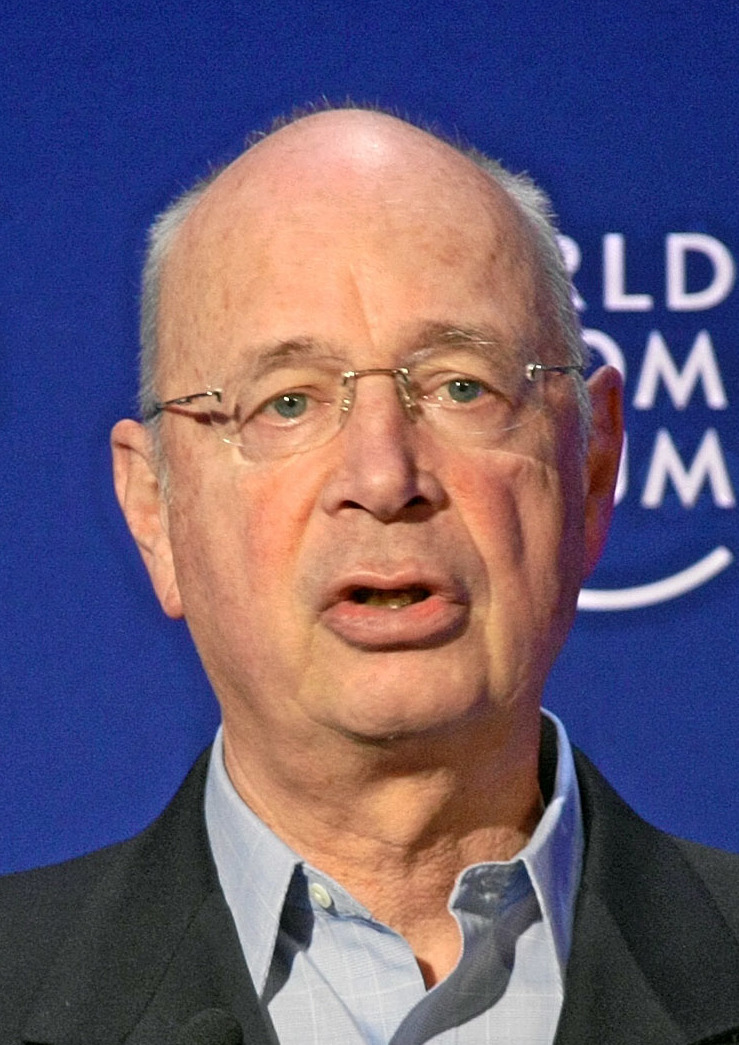
Klaus Schwab în 2008

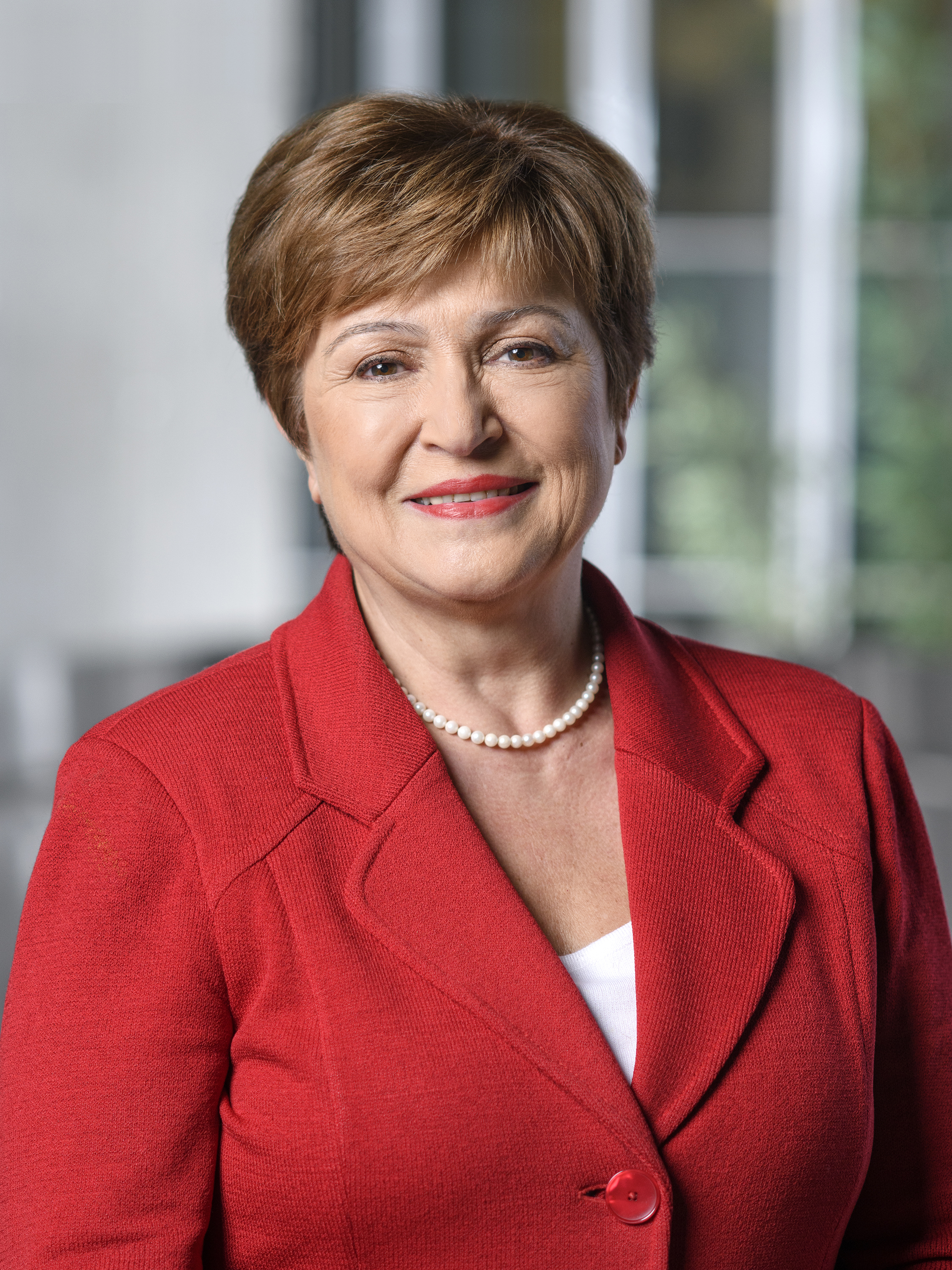
Kristalina Georgieva

Marea Resetare (în engleză The Great Reset) este numele celei de-a cincizecea reuniuni anuale a Forumului Economic Mondial (FEM, în engleză: "World Economic Forum", WEF), desfășurată în iunie 2020. Acesta a reunit lideri politici și de afaceri de înalt nivel, convocați de Charles, Prinț de Wales, și de FEM, cu tema reconstrucției societății și economiei într-un mod durabil (conform credinței susținătoriilor ei) în urma pandemiei de COVID-19.
Directorul executiv al FEM-ului, Klaus Schwab, a descris trei componente de bază ale Marii Resetări: 
- prima implică crearea condițiilor pentru o „economie a părților interesate (în engleză: stakeholder capitalism)”;
- a doua componentă include construirea într-un mod mai „rezistent, echitabil și durabil” – bazat pe parametri de mediu, social și guvernanță (ESG), care ar include mai multe proiecte de infrastructură publică ecologică;
- a treia componentă este de a „valorifica inovațiile celei de-a patra revoluții industriale” pentru binele public.[3][4]

În discursul său de deschidere, directorul actual al Fondului Monetar Internațional, Kristalina Georgieva, a enumerat trei aspecte-cheie ale răspunsului durabil: creștere ecologică, creștere mai inteligentă și creștere mai echitabilă. La lansarea evenimentului "Marea Resetare", Prințul Charles a enumerat domenii cheie de acțiune, similare cu cele enumerate în Inițiativa sa pentru piețe durabile, din ianuarie 2020. Acestea au inclus: 
- revigorarea științei, tehnologiei și inovației;
- o mișcare către zero emisii de carbon și energia regenerabilă;
- hidrogen curat;
- tranziții la nivel global;
- introducerea taxei pe carbon;
- mobilitate ecologică;
- lanțurile de aprovizionare regândite;
- reinventarea structurilor de stimulente de lungă durată;
- reechilibrarea investițiilor, pentru a include mai multe investiții ecologice; și
- încurajarea proiectelor de infrastructură publică ecologică.[2] [6]

În iunie 2020, tema celei de-a cincizeci și una întâlnire anuală a Forumului Economic Mondial din ianuarie 2021 a fost anunțată ca „Marea Resetare”, conectând atât liderii globali în persoană, cât și on-line la localitatea elvețiană Davos, cu o rețea cu mai multe părți interesate în 400 de orașe din întreaga lume. Marea Resetare urma să fie, de asemenea, tema principală a summit-ului FMI de la Lucerna, în mai 2021. 

## Cadru
La jumătatea lui aprilie 2020, pe fundalul pandemiei de COVID-19, al recesiunii provocată de COVID-19, al războiului prețului petrolului dintre Rusia și Arabia Saudită din 2020 și al „prăbușirii prețurilor petrolului”, fostul guvernator al băncii Angliei, Mark Carney, a descris posibile schimbări fundamentale într-un articol din The Economist. Carney a spus că într-o lume post-COVID, „capitalismul părților interesate” va fi testat, deoarece „companiile vor fi judecate după «ce au făcut în timpul războiului», cum și-au tratat angajații, furnizorii și clienții, după cum fiecare a dat mai departe și cine a tezaurizat”. „Prăpastia dintre ceea ce prețuiesc piețele și ceea ce prețuiesc oamenii” se va închide (The "gulf between what markets value and what people value" will close.).  Într-o lume post-COVID-19, este rezonabil să ne așteptăm că mai mulți oameni vor dori îmbunătățiri în managementul riscurilor, în rețelele de siguranță socială și medicală și vor dori să se acorde mai multă atenție experților științifici. Această nouă ierarhie a valorilor va cere o resetare a modului în care facem față schimbărilor climatice, care, la fel ca și pandemia, este un fenomen global. Nimeni nu se poate „autoizola” de schimbările climatice, așa că toți trebuie să „acționăm în avans și din solidaritate”. În prelegerile sale de la emisiunea "Reith Lectures" de pe BBC din 2020, Carney a dezvoltat în continuare tema ierarhiilor valorilor în legătură cu trei crize: credit, COVID-19 și climat.
Potrivit The New York Times, BBC, The Guardian, Le Devoir și Radio Canada, teoriile conspirației fără temei răspândite de grupurile de extremă dreapta americane legate de QAnon s-au răspândit la începutul reuniunii Marea Resetare și s-au bazat pe discursul unor lideri ca președintele american Joe Biden și prim-ministrul canadian Justin Trudeau care au încorporat idei bazate pe o „resetare” în discursurile lor.
Totuși, lideri politici de rang înalt naționali și supranaționali care au susținut deschis așa ceva: 
1. V. Bainimarama, prim-ministru din Fiji;
2. António Luís Santos da Costa, prim-ministru al Portugaliei;
3. Klaus Iohannis, președintele României;
4. Boris Johnson, prim-ministru britanic;
5. Paul Kagame, președintele Ruandei;
6. Uhuru Kenyatta, președinte din Kenya;
7. Emmanuel Macron, președintele Franței;
8. Angela Merkel, cancelar al Germaniei;
9. Charles Michel, președintele Consiliului European;
10. Kyriakos Mițotakis, prim-ministrul Greciei;
11. Moon Jae-in, președintele sud-coreean;
12. Sebastián Piñera, președinte din Chile;
13. Carlos Alvarado Quesada, președinte din Costa Rica;
14. Edi Rama, prim-ministrul Albaniei;
15. Cyril Ramaphosa, președintele Africii de Sud;
16. Keith Rowley, prim-ministru din Trinidad și Tobago;
17. Mark Rutte, prim-ministru olandez;
18. Kais Saied, președintele Tunisiei;
19. Macky Sall, președintele Senegalului;
20. Pedro Sánchez, prim-ministrul Spaniei;
21. Erna Solberg, prim-ministrul Norvegiei;
22. Aleksandru Vucici, președintele Serbiei;
23. Joko Widodo, președintele Indoneziei;
24. Vladimir Zelensky, președintele Ucrainei;
25. dr. Tedros Adhanom Ghebreyesus, director-general al Organizației Mondiale a Sănătății.
26. Ursula von der Leyen, președintele Comisiei Europene;
27. Mario Draghi, prim-ministrul Italiei;
28. Antonio Guterres, secretarul-general al ONU;
29. Yoshihide Suga, prim-ministrul Japoniei;
30. Scott Morrison, prim-ministrul Australiei;
31. Narendra Modi, prim-ministrul Indiei.

Ei cer ori își doresc eliminarea naționalismului (patriotismului) și a izolaționismului și înfiriparea unei cooperări transfrontaliere. Discursurile lor aproape identice au fost culese de mai multe ziare și posturi de radio de calibru greu din lume, printre care: Daily Telegraph, Le Monde, Vocea Americii și Frankfurter Allgemeine Zeitung. La ședința Grupului celor Șapte de la Cornwall, din 2021, premierul britanic Johnson a declarat că vrea această organizație elitistă a lumii de a clădi la loc mai: bine, ecologic, cinstit și egalitar și într-o manieră neutră, din punct de vedere sexual, probabil chiar mai feminin.  

## Reacții
Propunerea a stârnit un răspuns mixt, o petiție în Canada împotriva "Marii Resetări" cu 80.000 de semnături în mai puțin de 72 de ore. O teorie a conspirației este predominantă susținând că "Marea Resetare" va fi folosită pentru a stabili presupusa Noua Ordine Mondială, un regim totalitar marxist.
BBC News a declarat că teoria conspirației nu ar avea dovezi suficiente și fiabile. Printre neajunsurile teoriei conspirației se numără lipsa de autoritate a Forumului Economic Mondial de a impune țărilor ce să facă. BBC a afirmat că nu există dovezi din partea susținătorilor că politicienii au planificat pandemia de COVID-19, că au format o clică secretă sau că folosesc pandemia de COVID-19 pentru a perturba economia de piață globală.